# Боу, Риддик
Риддик Ламонт Боу (англ. Riddick Lamont Bowe; 10 августа 1967, Бруклин, Нью-Йорк, США) — американский боксёр-профессионал, выступавший в тяжёлой весовой категории. Серебряный призёр XXIV Олимпийских игр в весовой категории свыше 91 кг (1988).
Абсолютный чемпион мира в тяжёлом весе (1992). Чемпион мира в тяжёлом весе по версиям WBC (1992), WBA (1992—1993), IBF (1992—1993), а также WBO (1995). Признан «Боксёром года» по версии журнала «Ринг» (1992). Включен в Международный зал боксёрской славы (2015).
Лучшая позиция в рейтинге Pound for Pound — 6 (1992).

## Биография
Риддик Боу родился и вырос в самом мрачном районе Браунсвилла «Gunsmoke City». Он был двенадцатым из тринадцати детей в семье своей матери-одиночки Дороти, работавшей на фабрике. Его отец был алкоголиком, который бросил семью и жил на пособие. Брат Боу Генри умер от СПИДа, а его сестра Бренда была зарезана наркоманом при попытке ограбления.

### Любительская карьера
Его любительским тренером был Лу Дува.
В 1983 году Боу участвовал в чемпионате США среди юниоров, где проиграл техническим нокаутом во 2 раунде Адольфо Вашингтону.
В 1985 году в Бухаресте выиграл первенство мира среди юниоров в полутяжёлом весе, победив в финале венгра Петра Харта.
В 1986 году в Нью-Йорке выиграл турнир Золотые перчатки в полутяжёлом весе.
В 1987 году в Нью-Йорке выиграл турнир Золотые перчатки в тяжёлом весе.
Уже будучи тяжеловесом, участвовал в Панамериканских играх. В полуфинале Боу проиграл по очкам кубинцу Хорхе Луису Гонсалесу и получил бронзовую медаль.
В 1988 году в Нью-Йорке вновь выиграл турнир Золотые перчатки в тяжелом весе.
В 1988 году Боу участвовал в Олимпиаде, проходившей в Сеуле, где он досрочно выиграл у Бико Ботовамунгу и Петра Гривнака. В полуфинале он победил по очкам советского боксёра Александра Мирошниченко, которому проигрывал ранее. В финале Боу встретился с Ленноксом Льюисом. Первые две минуты первого раунда соперники присматривались друг к другу, Боу был более результативен за счёт правого хука и апперкота, но в конце раунда рефери снял с него очко за опасное движение головой. Во втором раунде Льюис провёл успешную атаку, и рефери отсчитал первый нокдаун. Льюис провёл ещё несколько успешных атак, затем пробил правый кросс в челюсть сразу после клинча. Рефери отсчитал второй нокдаун и решил остановить бой. Льюис победил техническим нокаутом во 2-м раунде. Боу стал Серебряным призёром Олимпийских игр.

### Начало профессиональной карьеры
После Олимпиады предложений от промоутеров профессионального бокса не поступало, и Боу решил пойти на службу в армию США, чтобы прокормить свою семью. Однако поездку прервал менеджер округа Колумбия, бывший радиокомментатор Рок Ньюман. Он перевёз Боу в Вашингтон и нанял для работы с ним тренера Эдди Фатча.
Свой дебютный бой Боу провёл в марте 1989 года, нокаутировав во 2-м раунде Лайнела Батлера. Всего за 1989 год Боу провёл 13 боёв, во всех одержав победу.
В сентябре 1990 года Риддик Боу победил бывшего чемпиона мира Пинклона Томаса.

#### 1990-08-07Риддик Боу —Пинклон Томас
- Место проведения:  Центр физической деятельности, Вашингтон, Округ Колумбия, США
- Результат: Победа Боу техническим нокаутом в 8-м раунде в 12-раундовом бою
- Статус: Рейтинговый бой
- Рефери: Сильвестр Стивенс
- Счёт судей:
- Время: 2:00
- Вес: Боу 102,30 кг; Томас 99,80 кг
- Трансляция: HBO

В сентябре 1990 года Риддик Боу встретился с бывшим чемпионом мира Пинклоном Томасом. Постаревший Томас выбрал неверную тактику на бой — он ввязался в открытый бой с более мощным противником. После двух близких стартовых раундов Боу потряс Томаса серией апперкотов и крюков с обеих рук. В 4-м раунде Томас действовал с дистанции, но было видно, что он сильно устал после прошлого раунда, однако ему удалось пробить серию ударов по Боу, но они не имели никакой силы. В конце раунда у Томаса развязалась перчатка, на завязывание которой ушло достаточно много времени. В 5-м раунде Томас восстановился и пытался действовать активнее. Этот раунд был примечателен тем, что теперь Боу работал вторым номером. В 7-м раунде выносливость Томаса окончательно упала, и Боу всё чаще стал пробивать серии ударов. Томас шатался, но не падал. В 8-м раунде Томас почти не защищался и с трудом держался на ногах, последние 30 секунд он провёл в состоянии грогги, но Боу так и не смог его нокаутировать. В перерыве угол Томаса принял решение об остановке боя.
Месяц спустя Боу нокаутировал во 2-м раунде Берта Купера. Всего за 1990 год Риддик Боу провёл 8 победных боёв.
В марте 1991 года, спустя 2 года с момента начала своей профессиональной карьеры и имея в активе 21 выигранный бой, Риддик Боу встретился с Тайреллом Биггсом, Олимпийским чемпионом 1984 года.

#### 1991-03-02Риддик Боу —Тайрелл Биггс
- Место проведения:  Харрахс Марина Хоутел Касино, Атлантик Сити, Нью-Джерси, США
- Результат: Победа Боу техническим нокаутом в 8-м раунде в 10-раундовом бою
- Статус: Рейтинговый бой
- Рефери: Фрэнк Каппучино
- Счёт судей: Линн Картер (67-66), Эл ДеВито (67-66), Фил Ньюман (69-65) — все в пользу Боу
- Счёт неофициального судьи: (67-66 Биггс)
- Время: 2:17
- Вес: Боу 102,30 кг; Биггс 102,10 кг
- Трансляция: ABC

В 1-м раунде Боу сразу же набросился на Биггса, но Биггс выдержал и встретил его несколькими джебами. В концовке Биггс пробил несколько жёстких ударов в голову. После обмена ударами во 2-м раунде Боу уже не действовал столь агрессивно, как в начале, и Биггсу удавалось перерабатывать его на контратаках. В третьем раунде Боу обрушил на Биггса град атак, однако Тайрелл не был потрясён и в конце раунда пробил левый боковой в голову Боу. Боу отлетел к канатам, которые спасли его от нокдауна. Биггс попытался добить Боу, но раунд закончился. В 4-м раунде Боу удалось запереть Биггса у канатов и нанести много ударов по корпусу. 5-й раунд выиграл Биггс, в основном за счёт джебов и апперкотов с дальней дистанции. 6-й раунд проходил с преимуществом Боу, но в середине раунда Биггсу удалось потрясти Боу двойкой, а затем серией в голову. 7-й раунд убедительно выиграл Биггс, в основном за счёт ударов с дальней дистанции. В середине 8-го раунда Боу провёл правый свинг в голову противника. Биггс упал на канвас. Он с трудом поднялся на счёт 9. Боу сразу же кинулся добивать его и выбросил пять левых хуков в голову, после чего Биггс рухнул на настил. Видя это избиение, комментаторы ABC посоветовали остановить бой прямо сейчас. Рефери прекратил бой, не открывая счёт. Биггс лежал на полу больше минуты.

#### 1991-04-20Риддик Боу —Тони Таббс
- Место проведения:  Сезарс Хоутел энд Касино, Атлантик Сити, Нью-Джерси, США
- Результат: Победа Боу единогласным решением судей в 10-раундовом бою
- Статус: Рейтинговый бой
- Рефери: Джо Кортез
- Счёт судей: Фрэнк Кайро (96-94), Ричард Стрэнж (96-94), Жан Уильямс (97-94) — все в пользу Боу
- Счёт неофициального судьи: (97-93 Таббс)
- Вес: Боу 102,60 кг; Таббс 106,30 кг

В апреле 1991 года Боу встретился с Тони Таббсом. Бой прошёл всю дистанцию. Репутация Боу пострадала, так как имевший проблемы с наркотиками и лишним весом Таббс смог перебоксировать Боу. Уступая Риддику в размахе рук и ударной мощи, Таббс сумел перестучать его на всех дистанциях и по неофициальной статистике выиграл 7 раундов из 10. Боу ничего не мог сделать со своим техничным соперником; даже по прижатому к канатам сопернику он не мог толком попасть. Поединок напоминал встречу Мохаммед Али — Джордж Форман, в которой огромный и физически очень сильный молодой боец пытался затоптать искусного ветерана. По окончании поединка победу присудили Боу спорным единогласным решением судей. Комментаторы раскритиковали это решение, а зрители его освистали и требовали изменения решения.

#### 1991-08-09Риддик Боу —Брюс Селдон
- Место проведения:  Атлантик-Сити, Нью-Джерси, США
- Результат: Победа Боу нокаутом в 1 раунде в 12-раундовом бою
- Статус: Рейтинговый бой
- Рефери: Джо О’Нил
- Время: 1:48
- Вес: Боу 102,60 кг; Селдон 99,7 кг
- Трансляция: ABC

В августе 1991 года Боу встретился с Брюсом Селдоном. Селдон начал бой активно и уже на первых секундах провёл несколько точных попаданий в печень и голову. Селдон пытался бить с обеих рук, а пробивая джеб, слишком при этом углублялся, как будто стремясь вложить левый прямой по самый локоть. Весь раунд Селдон продолжал теснить, прижимая Боу к канатам, забыв, что он отменный джебист, и работал преимущественно, как слаггер, рассчитывая быстро реализовать своё превосходство в скорости. В конце второй минуты 1-го раунда Боу встречным правым кроссом точно в голову потряс соперника, после чего добавил левый полубоковой, которым отправил Селдона на канвас. Отлежавшись, Брюс вскочил, подпрыгнул и ринулся на Боу, но пропустил ещё два удара и упал. Рефери зафиксировал нокаут.

#### Бои с Элайджа Тиллери
В октябре 1991 года Боу встретился с Элайджа Тиллери. В конце 1-го раунда Боу левым хуком послал Тиллери в нокдаун. Тиллери встал на счёт 6. Несмотря на то, что раунд закончился, соперники продолжали боксировать около 10-15 секунд. После того, как рефери объявил об окончании раунда, Тиллери съязвил в сторону Боу, который в ответ ударил его. Тиллери в отместку пнул его ногой. В ринге началась драка. Тиллери был дисквалифицирован за инициацию конфликта и удары ногой по сопернику.
В декабре того же года состоялся матч-реванш между Боу и Тиллери, в котором победу одержал Боу техническим нокаутом в 4-м раунде.
18 июля 1992 года в Лас-Вегасе, штат Невада, Боу встретился с Пьером Кутзером. Боу ударил Кутзера ниже пояса в 6-м раунде, за что рефери Миллс Лейн снял с него 1 очко, и потом снова в 7-м. Кутзер отвернулся, ожидая, что Лейн сделает предупреждение Боу, и опустил руки вниз, после чего пропустил правый апперкот. Боу пробил ещё два удара, которые вынудили Кутзера опуститься на канаты, после чего Миллс Лейн вмешался и прекратил бой.
«Бой определенно не должен был быть остановлен. Это был удар ниже пояса», — сказал Кутзер после боя. Тем не менее Боу победил спорным техническим нокаутом в 7-м раунде и в конце боя был впереди на карточках всех трёх судей.
Таким образом, за первые 3 года профессиональной карьеры Риддик Боу одержал 28 побед.

### Титул чемпиона мира
В 1992 году WBC организовала турнир четырёх сильнейших тяжеловесов того времени. Участники были разбиты на пары: Холифилд — Боу, Льюис — Раддок. Победители обоих боёв должны были встретиться между собой, чтобы определить лучшего боксёра.
В октябре 1992 года Леннокс Льюис легко победил Донована Раддока техническим нокаутом во 2-м раунде.

#### 1992-11-13Риддик Боу —Эвандер Холифилд
- Место проведения:  Томас энд Мэк Сентр, Лас-Вегас, Невада, США
- Результат: Победа Боу единогласным решением в 12-раундовом бою
- Статус: Чемпионский бой за титул WBC в тяжёлом весе (3-я защита Холифилда); чемпионский бой за титул WBA в тяжёлом весе (4-я защита Холифилда); чемпионский бой за титул IBF в тяжёлом весе (4-я защита Холифилда)
- Рефери: Джо Кортез
- Счёт судей: Чак Джиампа (115—112), Джерри Рот (117—110), Дэлби Ширли (117—110) — все в пользу Боу
- Вес: Боу 106,60 кг; Холифилд 93,00 кг
- Трансляция: HBO TVKO
- Счёт неофициального судьи: Харольд Ледерман (107—101 Боу) — оценки после 11-го раунда

В ноябре 1992 года состоялся зрелищный поединок двух непобеждённых звёзд мирового бокса, находящихся на пике своих возможностей — Риддика Боу и Эвандера Холифилда. Холифилд выбрал неверную тактику на бой — он ввязался в открытый бой с более мощным противником. В 11-м раунде Холифилд побывал в нокдауне. После 12 раундов судьи единогласно присудили Боу победу. Поединок был назван боем года по версии журнала «Ринг».
Победитель этого боя обязан был выйти на ринг против претендента № 1 по трём основным версиям — Леннокса Льюиса. Однако, помня своё поражение в финале Сеульской олимпиады, Риддик Боу отказался от этого боя. Руководство WBC пригрозило лишить его своего титула. Узнав это, Риддик Боу собрал пресс-конференцию и на глазах у журналистов выбросил пояс WBC в мусорное ведро. Руководство WBC в долгу не осталось: Риддик Боу сразу же был навсегда выброшен из рейтинга этой организации. WBA и IBF лишать его титулов не рискнули.
В феврале 1993 года Риддик Боу нокаутировал в 1-м раунде бывшего чемпиона мира Майкла Доукса.

#### 1993-05-22Риддик Боу —Джесси Фергюссон
- Место проведения:  АрЭфКей Стадиум, Вашингтон, Округ Колумбия, США
- Результат: Победа Боу нокаутом в 2-м раунде в 12-раундовом бою
- Статус: Чемпионский бой за титул WBA в тяжёлом весе (2-я защита Боу)
- Рефери: Ларри Хаззард
- Счёт судей: Жан Уильямс (10—8), Патрисия Морс Джерман (10—8), Шейла Хармон (10—8) — все в пользу Боу
- Время: 0:17
- Вес: Боу 110,70 кг; Фергюссон 101,60 кг
- Трансляция: HBO

В мае 1993 года Боу вышел на ринг против Джесси Фергюссона. В конце 1-го раунда Боу левым хуком в челюсть послал противника в нокдаун. Фергюссон встал на счёт 9, но его шатало. До конца раунда оставалась одна секунда. Рефери позволил Фергюссону продолжить бой. В самом начале 2-го раунда Боу набросился на противника и серией ударов в голову отправил того на канвас. Рефери начал отсчёт, но Фергюссон даже не пытался встать. Рефери остановил бой.

#### 1993-11-06Риддик Боу —Эвандер Холифилд (2-й бой)
- Место проведения:  Сизарс-пэлас, Лас-Вегас, Невада, США
- Результат: Победа Холифилда решением большинства судей в 12-раундовом бою
- Статус: Чемпионский бой за титул WBA в тяжёлом весе (3-я защита Боу), чемпионский бой за титул IBF в тяжёлом весе (2-я защита Боу)
- Рефери: Миллс Лейн
- Счёт судей: Джерри Рот (113—115 Холифилд), Патрисия Морс Джерман (114—115 Холифилд), Чак Джиампа (114—114)
- Вес: Боу 111,60 кг; Холифилд 98,40 кг

В ноябре 1993 года состоялся второй поединок против Эвандера Холифилда. На этот раз Холифилд действовал от обороны, и это принесло ему успех. Бой был равным. Этот поединок стал примечательным ещё и тем, что в 7-м раунде на ринг приземлился парашютист. Из-за этого возник вынужденный перерыв, который длился 21 минуту. Холифилд, поначалу проигрывавший бой, отдышался, пришёл в себя и восстановил силы. После 12 раундов судьи большинством голосов присудили Холифилду победу.
После того как Риддик Боу проиграл, его сразу же выкинули из своих рейтингов WBA и IBF.

### После потери титула
В августе 1994 года Риддик Боу встретился с небитым проспектом Бастером Маттисом-младшим. В 4-м раунде Боу нокаутировал соперника, вставшего на колено. Бой был признан не состоявшимся.

#### 1994-12-03Риддик Боу —Ларри Дональд
- Место проведения:  Сизарс-пэлас, Лас-Вегас, Невада, США
- Результат: Победа Боу единогласным решением в 12-раундовом бою
- Статус: Рейтинговый бой
- Рефери: Миллс Лейн
- Счёт судей: Арт Лури (118—109), Билл Грэм (118—110), Дэлби Ширли (120—108) — все в пользу Боу
- Вес: Боу 109,32 кг; Дональд 103,42 кг
- Трансляция: HBO
- Счёт неофициального судьи: Харольд Ледерман (117—111 Боу)

В декабре 1994 года Риддик Боу вышел на ринг против Ларри Дональда. Дональд весь бой провёл, боксируя с дальней дистанции и много двигаясь по рингу, вынуждая противника гоняться за собой. Боу успешно разрывал дистанцию и проводил точные серии ударов. К 12-му раунду над левым глазом Дональда появилась гематома. В конце 12-го раунда Боу обрушил на противника град ударов, но Дональд смог достоять до гонга.
В марте 1995 года Боу победил Херби Хайда и стал чемпионом мира по второстепенной версии WBO. В июне 1995 года он победил своего обидчика по любительскому боксу Хорхе Луиса Гонсалеса.
В 1990-е годы титул WBO не котировался, поэтому Боу после поединка с Гонсалесом ради третьего боя с Эвандером Холифилдом от пояса отказался.

#### 1995-11-04Риддик Боу —Эвандер Холифилд (3-й бой)
- Место проведения:  Сизарс-пэлас, Лас-Вегас, Невада, США
- Результат: Победа Боу техническим нокаутом в 8-м раунде в 12-раундовом бою
- Статус: Рейтинговый бой
- Рефери: Джо Кортез
- Счёт судей: Билл Грахам (65—66), Чак Джиампа (65—66), Джерри Рот (65—66) — все в пользу Холифилда
- Вес: Боу 108,90 кг; Холифилд 96,60 кг

В ноябре 1995 года состоялся третий бой Риддика Боу против Эвандера Холифилда. Этот бой был похож на первый. Холифилд опять пошёл в открытую рубку. В 6-м раунде он послал Боу в нокдаун, однако добить его не сумел. В 8-м раунде Боу поймал Холифилда, резко пошедшего вперёд, встречным ударом, в результате чего Холифилд оказался в нокдауне, встав на счёт 9. Сразу же за этим последовала атака Боу, снова отправившая Холифилда на канаты. Рефери остановил бой, засчитав технический нокаут. Это было первое поражение Холифилда нокаутом.

### Бои с Голотой

#### 1996-07-11Риддик Боу —Эндрю (Анджей) Голота
- Место проведения:  Мэдисон Сквер Гарден, Нью-Йорк Сити, Нью-Йорк, США
- Результат: Победа Боу дисквалификацией в 7-м раунде в 12-раундовом бою
- Статус: Рейтинговый бой
- Рефери: Уэйн Келли
- Счёт судей: Стив Вейсфелд (65—67), Луис Ривера (65—67), Джордж Колон (66—67) — все в пользу Голоты
- Время: 2:30
- Вес: Боу 114,30 кг; Голота 110,20 кг
- Трансляция: HBO
- Счёт неофициального судьи: Харольд Ледерман (56—56)

В июле 1996 года состоялся бой между Риддиком Боу и непобеждённым польским боксёром Эндрю (Анджеем) Голотой. Фаворитом в этом бою был Боу (ставки на него принимались из расчёта 12 к 1). Перед боем Боу объявил себя «народным чемпионом», а также сказал, что после боя с Голотой встретится с Ленноксом Льюисом, а затем планирует провести супербой с Майком Тайсоном. Боу в этом бою весил на 5,4 кг больше, чем в предыдущем бою. Перевес Боу объяснил тем, что не слишком долго тренировался к бою с Голотой. Неожиданно для всех Голота доминировал в бою, однако постоянно нарушал правила. В конце 3-го раунда Голота ударил в пах. Боу остался стоять. Рефери предупредил поляка, что в следующий раз снимет за это же нарушение очко. В конце 4-го раунда Голота вновь ударил в пах. На этот раз Боу упал. Рефери снял с поляка очко и дал американцу 5 минут на восстановление. Боу отдыхал чуть более минуты. В конце 6-го раунда Голота в третий раз ударил ниже пояса, хотя на этот раз не в пах. Боу скорчился от боли. Рефери вновь снял очко с него и дал время на отдых американцу. Боу вновь восстанавливался более минуты. В середине 7-го раунда Голота провёл ещё один удар ниже пояса. Рефери опять снял с него очко. Боу сразу же принялся атаковать и провёл два удара по затылку. Рефери устно предупредил его. Ближе к концу раунда поляк начал бомбить Боу. За 30 секунд до конца он провёл серию ударов в голову, а затем левый апперкот в пах. Боу свалился на канвас. Рефери Уэйн Келли остановил бой и дисквалифицировал поляка. На ринг сразу же выбежали люди из обоих углов, а потом и просто зрители, и завязалась потасовка. Члены службы безопасности Боу вышли на ринг и приблизились к Голоте, который стоял спиной, когда возвращался в свой угол. Один из них толкнул Голоту, из-за чего Голота ударил его в ответ. Другой человек, как впоследствии выяснилось, Джейсон Харрис, начал бить Голоту рацией, из за чего Голоте наложили 11 швов. 74-летний Лу Дува также был ранен в ближнем бою и рухнул на холст из за боли в груди и в конечном счёте покинул ринг на носилках. В конце концов фанаты Голоты пошли в драку с окружением Боу внутри ринга, а также за его пределами. В результате были арестованы 10 человек, 8 полицейских получили ранения и 9 зрителей были госпитализированы. Бой получил статус «событие года» по версии журнала «Ринг». Несмотря на поражение, авторитет Голоты существенно вырос, а Боу упал, так как Голота выиграл все раунды, кроме одного на показателе одного судьи и все, кроме двух на показателях двух других.

#### 1996-12-14Риддик Боу —Эндрю (Анджей) Голота (2-й бой)
- Место проведения:  Конвеншн Центр, Атлантик Сити, Нью-Джерси, США
- Результат: Победа Боу дисквалификацией в 9-м раунде в 10-раундовом бою
- Статус: Рейтинговый бой
- Рефери: Эдди Коттон
- Счёт судей: Стив Вейсфелд (71—75), Шариф Рашада (73—75), Эл Де Вито (72—74) — все в пользу Голоты
- Время: 2:52
- Вес: Боу 106,60 кг; Голота 108,40 кг
- Трансляция: HBO TVKO
- Счёт неофициального судьи: Харольд Ледерман (72—75 Голота)

В декабре 1996 года состоялся реванш между Риддиком Боу и Эндрю (Анджеем) Голотой. Предыдущий бой вызвал огромный ажиотаж и интерес в матче-реванше. Боу в интервью заявил, что недооценил Голоту и слабо подготовился к предыдущему бою, но теперь он изменил свои привычки и подготовился к бою. Перед боем лагерь Боу покинул тренер Эдди Фатч. Несмотря на это, Боу в этом бою весил на 7,7 кг меньше, чем в предыдущем бою. Но Голота снова выигрывал бой. В середине 2-го раунда поляк пробил правый кросс в верхнюю часть головы. Боу качнулся и упал на колени. Он поднялся на счёт 4. После возобновления боя Голота зажал противника у канатов и начал добивать. Боу отвечал контрударами. В конце 2-го раунда Голота ударил головой в челюсть Боу. Рефери приостановил бой и снял с поляка очко. Сам поляк получил рассечение в этом эпизоде. В начале 4-го раунда Боу провёл правый хук в голову. Голота отступил. Боу сразу же выбросил ещё несколько правых хуков, затем несколько левых. Поляк упал на канвас. Это был его 1-й нокдаун в карьере. Он встал на счёт 5. Боу не смог добить противника, так как Голота перевёл поединок в возню в ближней дистанции. В середине 4-го раунда Голота провёл два удара — левый и правый апперкоты — ниже пояса. Рефери его устно предупредил. В конце 4-го раунда Голота повторил удары ниже пояса. Боу упал на канвас. На этот раз рефери снял очко у поляка. В середине 5-го раунда Голота провёл правый хук в голову, затем два коротких левых хука в челюсть и длинный правый в голову. Затем он провёл серию в живот и ещё серию коротких крюков в челюсть. Обессиленный Боу свалился на канвас. Он поднялся на счёт 7. После возобновления боя Голота прижал его к канатам и начал добивать. Боу смог достоять до гонга. В конце 9-го раунда Голота провёл многоударную серию в пах — правый апперкот, левый, затем снова правый. «Низкие удары!» (англ. Low blows!) — прокричал комментатор HBO Джим Лэмпли. Боу упал на настил. Рефери остановил бой и дисквалифицировал Голоту. Боу лежал на полу несколько минут.
В послематчевом интервью Боу на вопрос, не хочет ли он провести третий бой с Голотой, ответил: «Моя мама родила меня не идиотом».
После этого боя Боу 8 лет не выходил на ринг.

### Возвращение на ринг
В 2004 году Риддик Боу вернулся на ринг.

#### 2005-04-07Риддик Боу —Билли Замбран
- Место проведения:  Печанга Ресорт энд Касино, Темекьюла, Калифорния, США
- Результат: Победа Боу раздельным решением в 10-раундовом бою
- Статус: Рейтинговый бой
- Рефери: Пэт Расселл
- Счёт судей: Лу Филиппо (96—92 Боу), Дэвид Денкин (96—92 Боу), Рэй Корона (93—95 Замбран)
- Вес: Боу 127,00 кг; Замбран 103,40 кг
- Трансляция: Fox Sports Net
- Счёт неофициального судьи: Рич Маротта (86—82 Боу) — оценки после 9-го раунда

В апреле 2005 года Боу встретился с Билли Замбраном. Боу вышел на ринг с явным перевесом. В конце 4-го раунда Боу провёл левый хук в печень, и его противник опустился на колено. Замбран поднялся на счёт 5. Боу не смог добить соперника. В 8-м раунде Замбран начал бегать от Боу и клинчевать. В середине раунда рефери снял с него очко за клинчи. По итогам 10 раундов раздельным решением судей победу присудили Риддику Боу. Зал встретил решение недовольным гулом.

### Результаты боёв
В таблице перечислены результаты всех поединков боксёров.
В каждой строке указан результат поединка. Дополнительно номер поединка обозначен цветом, который обозначает итог поединка. Расшифровка обозначений и цветов представлена в нижеследующей таблице.
| Пример | Расшифровка                     |
| ------ | ------------------------------- |
|        | Победа                          |
|        | Ничья                           |
|        | Поражение                       |
|        | Планируемый поединок            |
|        | Поединок признан несостоявшимся |
| КО     | Нокаут                          |
| ТКО    | Технический нокаут              |
| PTS    | Решение судей (по очкам)        |
| UD     | Единогласное решение судей      |
| MD     | Решение большинства судей       |
| SD     | Раздельное решение судей        |
| RTD    | Отказ от продолжения боя        |
| DQ     | Дисквалификация                 |
| NC     | Поединок признан несостоявшимся |

| Бой | Дата             | Соперник            | Судьи          | Место боя                                                         | Раундов | Результат      | Дополнительно |
| --- | ---------------- | ------------------- | -------------- | ----------------------------------------------------------------- | ------- | -------------- | ------------- |
| 45  | 13 декабря 2008  | Джин Пакелл         | Уве Лорч       | САП-Арена, Мангейм, Баден-Вюртемберг, Германия                    | 8       | Победа         | UD            |
| 44  | 7 апреля 2005    | Билли Замбран       | Пэт Рассел     | Печанга Ресорт Энд Казино, Темекьюла, Калифорния, США             | 10      | Победа         | SD            |
| 43  | 25 сентября 2004 | Маркус Роуд         | Гэри Риттер    | Файр Лейк Касино, Шоуни, Оклахома, США                            | 10      | Победа         | ТКО2          |
| 42  | 14 декабря 1996  | Анджей Голота       | Эдди Коттон    | Конвеншн Центр, Атлантик-Сити, Нью-Джерси, США                    | 10      | Победа         | DQ9           |
| 41  | 11 июля 1996     | Анджей Голота       | Уэйн Келли     | Мэдисон Сквер Гарден, Нью-Йорк, Нью-Йорк, США                     | 12      | Победа         | DQ7           |
| 40  | 4 ноября 1995    | Эвандер Холифилд    | Джо Кортес     | Сизарс-пэлас, Лас-Вегас, Невада, США                              | 12      | Победа         | ТКО8          |
| 39  | 17 июня 1995     | Хорхе Луис Гонсалес | Миллс Лейн     | Эм-Джи-Эм Гранд, Лас-Вегас, Невада, США                           | 12      | Победа         | КО6           |
| 38  | 3 марта 1995     | Херби Хайд          | Ричард Стил    | Эм-Джи-Эм Гранд, Лас-Вегас, Невада, США                           | 12      | Победа         | КО6           |
| 37  | 3 декабря 1994   | Ларри Дональд       |                | Сизарс-пэлас, Лас-Вегас, Невада, США                              | 12      | Победа         | UD            |
| 36  | 13 августа 1994  | Бастер Матис        | Артур Мерканти | Конвеншн Холл, Атлантик-Сити, Нью-Джерси, США                     | 10      | Несостоявшийся | NC4           |
| 35  | 6 ноября 1993    | Эвандер Холифилд    | Миллс Лейн     | Сизарс-пэлас, Лас-Вегас, Невада, США                              | 12      | Поражение      | MD            |
| 34  | 22 мая 1993      | Джесси Фергюссон    | Ларри Хазард   | ЭрЭфКей Стадиум, Вашингтон, Округ Колумбия, США                   | 12      | Победа         | КО2           |
| 33  | 6 июня 1993      | Майкл Доукс         | Джо Сантарпия  | Мэдисон Сквер Гарден, Нью-Йорк, Нью-Йорк, США                     | 12      | Победа         | ТКО1          |
| 32  | 13 ноября 1992   | Эвандер Холифилд    | Джо Кортес     | Томас Энд Мак Центр, Лас-Вегас, Невада, США                       | 12      | Победа         | UD            |
| 31  | 18 июля 1992     | Пьер Кутзер         | Миллс Лейн     | Мираж Хоутел энд Касино, Лас-Вегас, Невада, США                   | 12      | Победа         | ТКО7          |
| 30  | 7 апреля 1992    | Эверет Мартин       |                | Ривера Хотел, Лас-Вегас, Невада, США                              | 10      | Победа         | ТКО5          |
| 29  | 7 апреля 1992    | Конрой Нельсон      | Джо Кортес     | Харрахс Марина Хоутел Касино, Атлантик-Сити, Нью-Джерси, США      | 10      | Победа         | КО1           |
| 28  | 13 декабря 1991  | Элайджа Тиллери     | Джо О’Нейл     | Конвеншн Холл, Атлантик-Сити, Нью-Джерси, США                     | 10      | Победа         | ТКО4          |
| 27  | 29 октября 1991  | Элайджа Тиллери     | Карл Миллиган  | Конвеншн Центр, Вашингтон, Округ Колумбия, США                    | 12      | Победа         | DQ1           |
| 26  | 9 августа 1991   | Брюс Селдон         |                | Конвеншн Холл, Атлантик-Сити, Нью-Джерси, США                     | 10      | Победа         | КО1           |
| 25  | 23 июля 1991     | Филипп Браун        |                | Атлантик-Сити, Нью-Джерси, США                                    | 10      | Победа         | ТКО3          |
| 24  | 28 июня 1991     | Родольфо Марин      | Карлос Падилья | Мираж Хоутел энд Касино, Лас-Вегас, Невада, США                   | 10      | Победа         | КО2           |
| 23  | 20 апреля 1991   | Тони Таббс          | Джо Кортес     | Сезарс, Атлантик-Сити, Нью-Джерси, США                            | 10      | Победа         | UD            |
| 22  | 2 марта 1991     | Тайрелл Биггс       | Фрэнк Капучино | Харрахс Марина Хоутел Касино, Атлантик-Сити, Нью-Джерси, США      | 10      | Победа         | ТКО8          |
| 21  | 14 декабря 1990  | Тони Моррисон       |                | Канзас-Сити, Миссури, США                                         |         | Победа         | КО1           |
| 20  | 25 октября 1990  | Берт Купер          | Ричард Стил    | Мираж Хоутел энд Касино, Лас-Вегас, Невада, США                   | 10      | Победа         | КО2           |
| 19  | 7 сентября 1990  | Пинклон Томас       |                | ЮДиСи Физикал Атикивитис Центр, Вашингтон, Округ Колумбия, США    | 10      | Победа         | ТКО9          |
| 18  | 8 июля 1990      | Арт Таккер          | Тони Орландо   | Харрахс Марина Хоутел Касино, Атлантик-Сити, Нью-Джерси, США      | 10      | Победа         | ТКО3          |
| 17  | 8 мая 1990       | Хесус Контрерас     |                | Харрахс Марина Хоутел Касино, Атлантик-Сити, Нью-Джерси, США      | 10      | Победа         | ТКО1          |
| 16  | 14 апреля 1990   | Эдди Гонсалес       |                | Мираж Хоутел энд Касино, Лас-Вегас, Невада, США                   | 8       | Победа         | UD            |
| 15  | 1 апреля 1990    | Роберт Колей        | Милтон Грин    | ДиСи Эрмори, Вашингтон, Округ Колумбия, США                       |         | Победа         | ТКО2          |
| 14  | 20 февраля 1990  | Майк Робинсон       |                | Трамп Плаза, Атлантик-Сити, Нью-Джерси, США                       |         | Победа         | ТКО3          |
| 13  | 14 декабря 1989  | Чарльз Вулард       | Билл Мосли     | Сейнт-Джозеф, Миссури, США                                        |         | Победа         | ТКО2          |
| 12  | 28 ноября 1989   | Арт Кард            | Джеймс Санта   | Алумни Арена, Буффало, Нью-Йорк, США                              | 8       | Победа         | ТКО3          |
| 11  | 18 ноября 1989   | Дон Эскью           |                | Кулидж Хай Скул, Вашингтон, Округ Колумбия, США                   |         | Победа         | ТКО1          |
| 10  | 19 октября 1989  | Гэринг Лейн         |                | Трамп Плаза, Атлантик-Сити, Нью-Джерси, США                       |         | Победа         | ТКО4          |
| 9   | 19 октября 1989  | Майк Эйси           |                | Трамп Плаза, Атлантик-Сити, Нью-Джерси, США                       |         | Победа         | ТКО1          |
| 8   | 19 сентября 1989 | Эрл Льюис           |                | Ветеранс Колизеум, Джэксонвилл, Флорида, США                      | 6       | Победа         | ТКО1          |
| 7   | 15 сентября 1989 | Энтони Хейс         |                | Глисонс Арена, Бруклин, Нью-Йорк, США                             |         | Победа         | КО1           |
| 6   | 3 сентября 1989  | Ли Мур              |                | Пенсакола, Флорида, США                                           |         | Победа         | КО1           |
| 5   | 15 июля 1989     | Лоренцо Кенеди      |                | Харрахс Марина Хоутел Касино, Атлантик-Сити, Нью-Джерси, США      |         | Победа         | ТКО2          |
| 4   | 2 июля 1989      | Антонио Уайтсайд    |                | Камбэрленд Ко. Мемориал Арена, Фэйетевилл, Северная Каролина, США | 6       | Победа         | ТКО1          |
| 3   | 9 мая 1989       | Гэринг Лейн         |                | Ресорт Интернэшнл, Атлантик-Сити, Нью-Джерси, США                 | 4       | Победа         | UD            |
| 2   | 14 апреля 1989   | Трейси Томас        |                | Трамп Плаза, Атлантик-Сити, Нью-Джерси, США                       |         | Победа         | ТКО3          |
| 1   | 6 марта 1989     | Лайнел Батлер       |                | Лоулщр Эвентс Центр, Рено, Невада, США                            | 4       | Победа         | ТКО2          |
| Бой | Дата             | Соперник            | Судьи          | Место боя                                                         | Раундов | Результат      | Дополнительно |